# Götzis

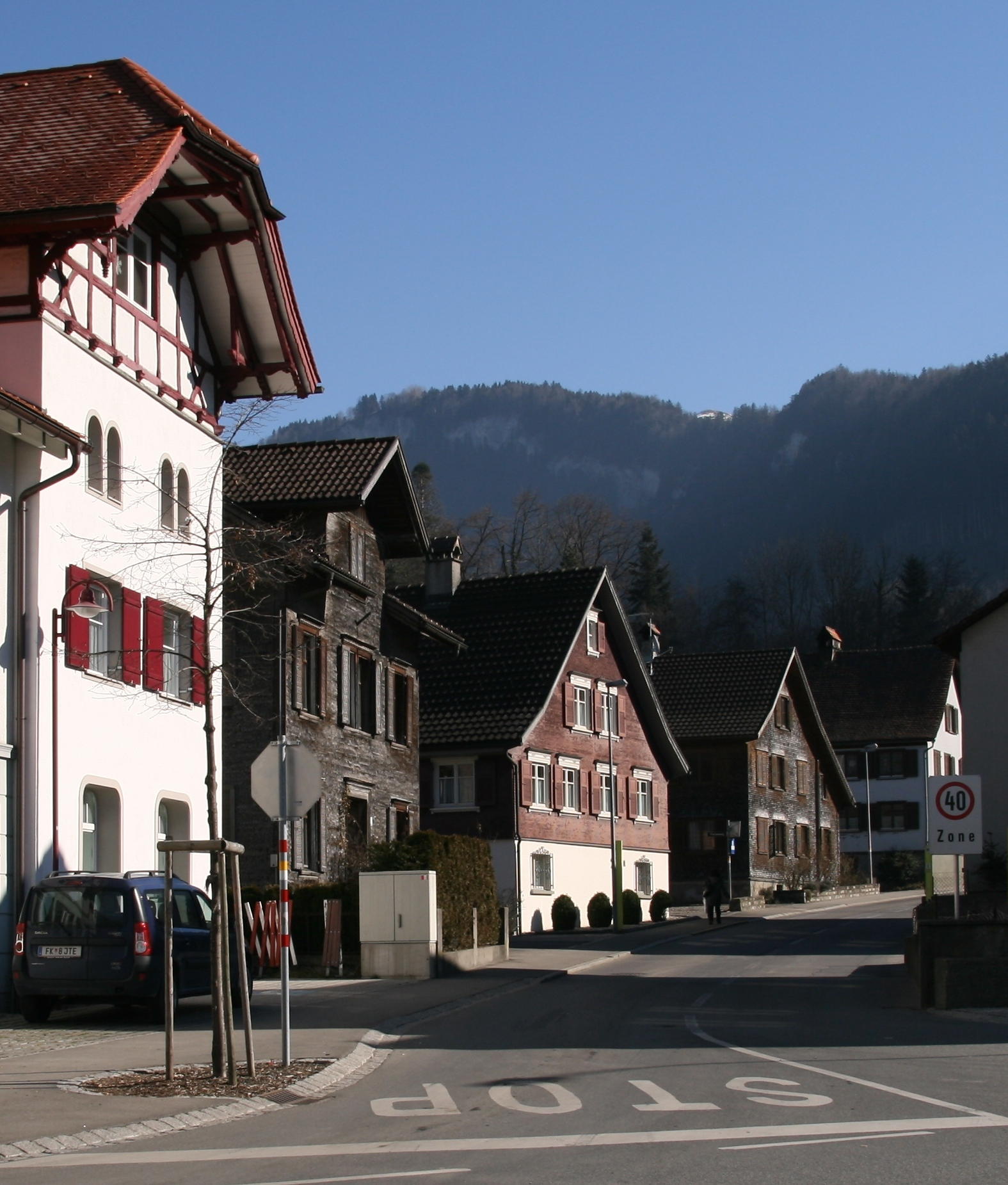
Häuser an der Bulitta

Götzis ist eine Marktgemeinde mit 12.405 Einwohnern (Stand 1. Jänner 2025) im Bundesland Vorarlberg im Bezirk Feldkirch und in der Kummenberg-Region an der Grenze vom Oberen zum Unteren Vorarlberger Rheintal.

## Geographie
Der Kern der Gemeinde Götzis, einer Gemeinde im Vorarlberger Unterland, liegt im Vorarlberger Rheintal auf 448 Metern Höhe am Rande der Kugelgruppe. Das Gemeindegebiet selbst liegt zwischen 410 m in der Talsohle und 1645 m auf der Hohen Kugel. 45,2 % der Fläche sind bewaldet. Eichbühel, Kapf, Rüttkopf, Hohe Kugel, Götzner Moos (Orsanka Moos), Satzkopf, Meschach, St. Arbogast, Örflaschlucht, Therenberg und die Ruine Neu-Montfort liegen im Naturschutzgebiet Hohe Kugel - Hoher Freschen - Mellental.

### Gemeindegliederung
Es gibt nur die Katastralgemeinde Götzis.
Ortsteile der Gemeinde sind:
- St. Arbogast
- Meschach
- Millrütte
- Rütte
- Götzis-Berg
- Götzis-Markt
- Götzis-Moos
- Götzis-Kommingen
- Götzis-Kirla
- Götzis-Sonderberg

### Nachbargemeinden
| Mäder   | Altach                                      | Hohenems (DO) |
| Koblach | Kompassrose, die auf Nachbargemeinden zeigt |               |
| Klaus   | Fraxern                                     |               |

## Geschichte
Götzis wird im rätischen Reichsurbar als Cazeses erstmals urkundlich erwähnt. Weiters finden sich folgende Schreibweisen:
1045: Cheizines
1178: Chezins
1260: Gezins
Um 1000 n. Chr. entstand im Bereich der alten Kirche ein bescheidener Dorfkern. 1375 wurde die Grafschaft Feldkirch verkauft. Götzis kam damit in den Besitz der Habsburger. Am 15. Mai 1694 wurde Götzis zur Marktgemeinde erhoben.
Am 1. Januar 1801 wurden Götzis und Altach politisch getrennt. Götzis wurde damit eine selbstständige Gemeinde.
Im Ersten Weltkrieg (1914–1918) leisteten etwa 800 Männer aus Götzis Kriegsdienst, 152 Götzner fielen oder starben damals und in den nachfolgenden Jahren an den Kriegsfolgen. 239 Götzner starben im Zweiten Weltkrieg (1939–1945).
Am 29. April 1945 überschritten französische Truppen die Vorarlberger Grenze bei Lochau und Hohenweiler. Bevor sie am 6. Mai den Arlberg erreichen konnten, lieferten ihnen Einheiten der Wehrmacht und der SS noch Kämpfe bei Bregenz, Götzis, Bings und Dalaas, welche Todesopfer auch unter der Zivilbevölkerung forderten und Sachschäden verursachten.

### Bevölkerungsentwicklung
| 1869  | 1880  | 1890  | 1900  | 1910  | 1923  | 1934  | 1939  | 1951  | 1961  | 1971  | 1981  | 1991  | 2001   | 2011   | 2021   |
| ----- | ----- | ----- | ----- | ----- | ----- | ----- | ----- | ----- | ----- | ----- | ----- | ----- | ------ | ------ | ------ |
| 2.534 | 2.701 | 2.982 | 3.370 | 4.013 | 3.773 | 4.052 | 4.171 | 5.435 | 7.034 | 8.292 | 8.735 | 9.512 | 10.097 | 10.757 | 11.768 |

Die Bevölkerung nimmt kontinuierlich zu, da die Geburtenbilanz stark positiv ist. Auch die Wanderungsbilanz ist in den meisten Jahren positiv.

## Kultur und Sehenswürdigkeiten

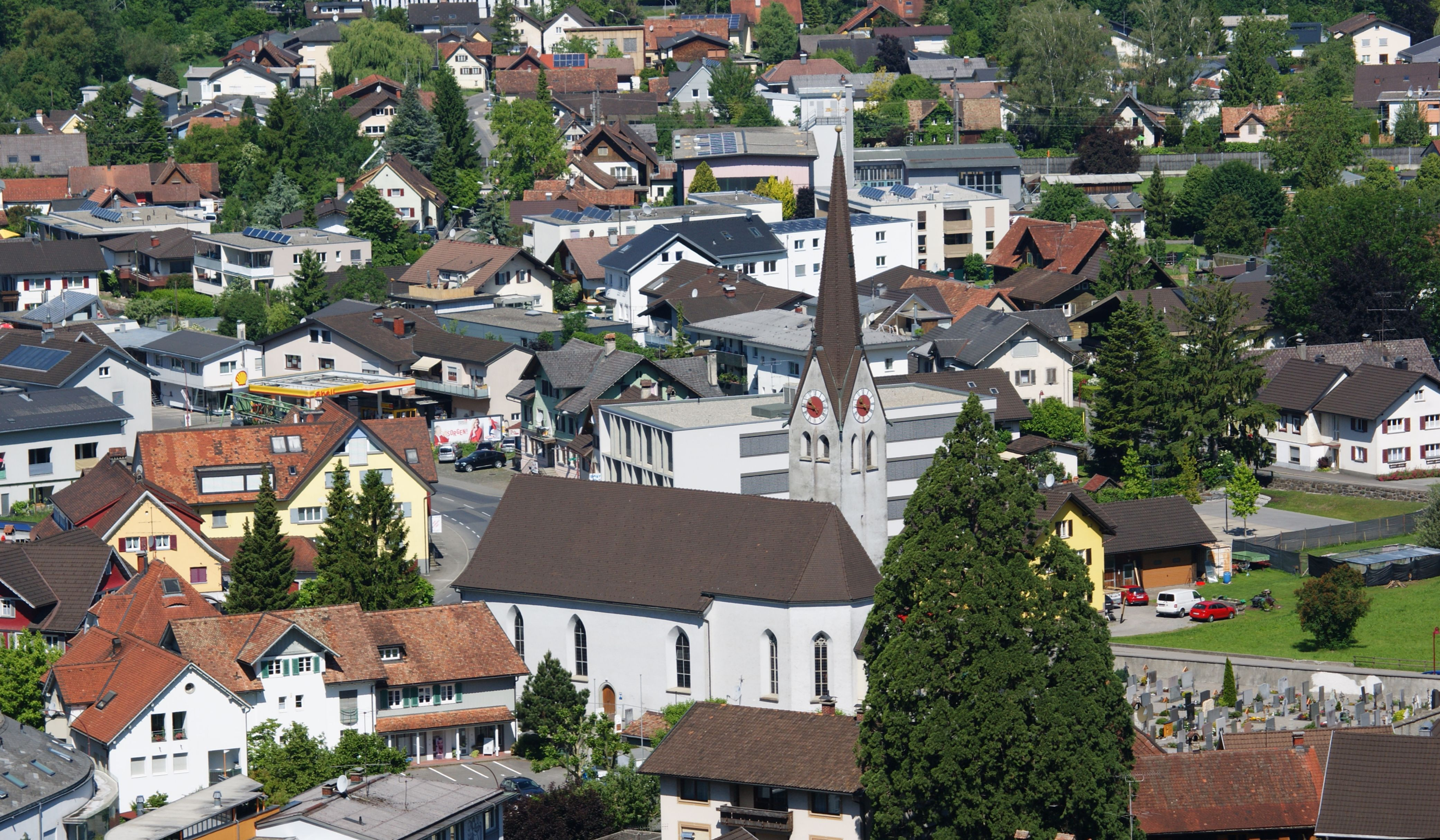
Alte Pfarrkirche Götzis

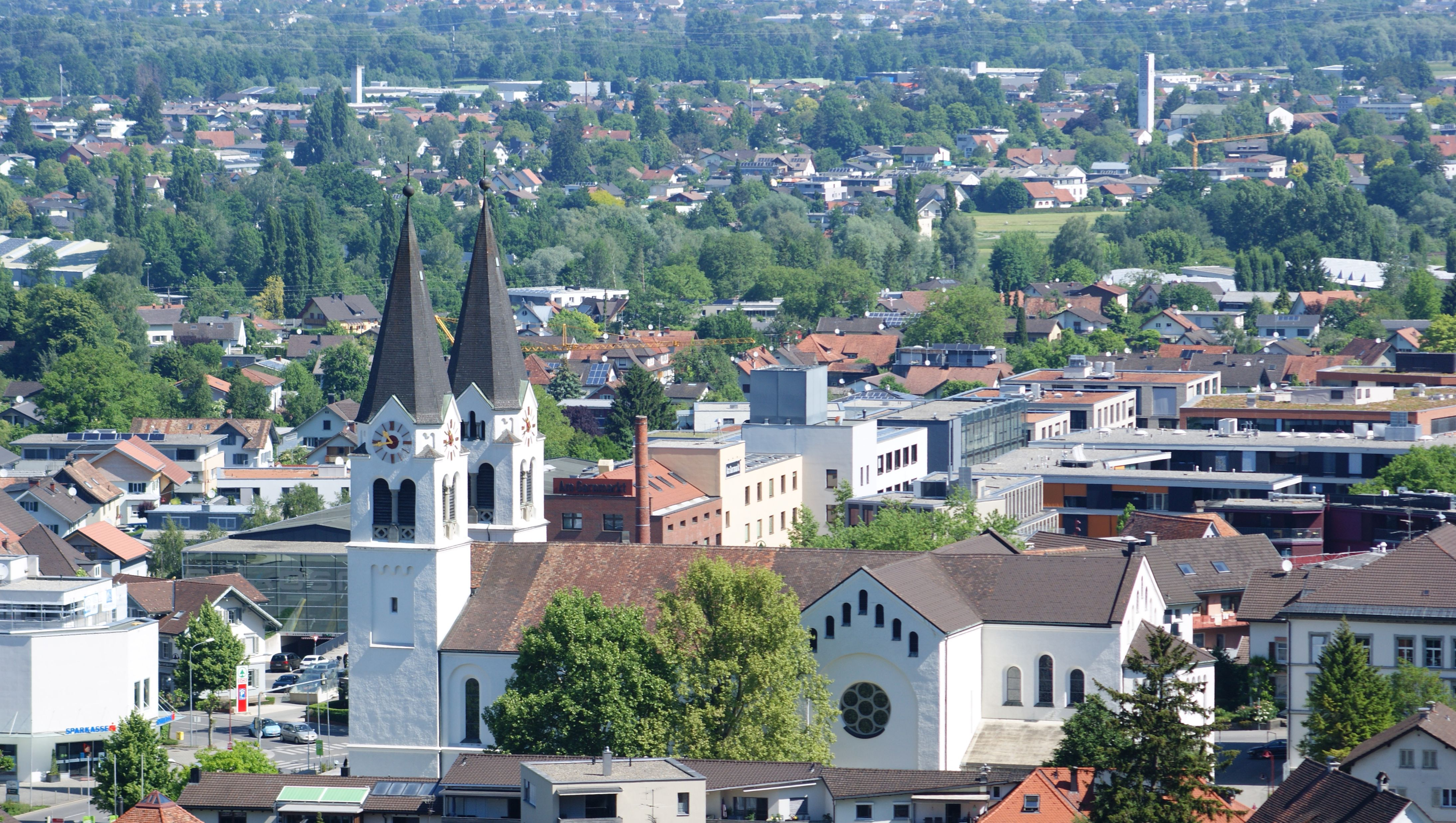
Neue Pfarrkirche Götzis

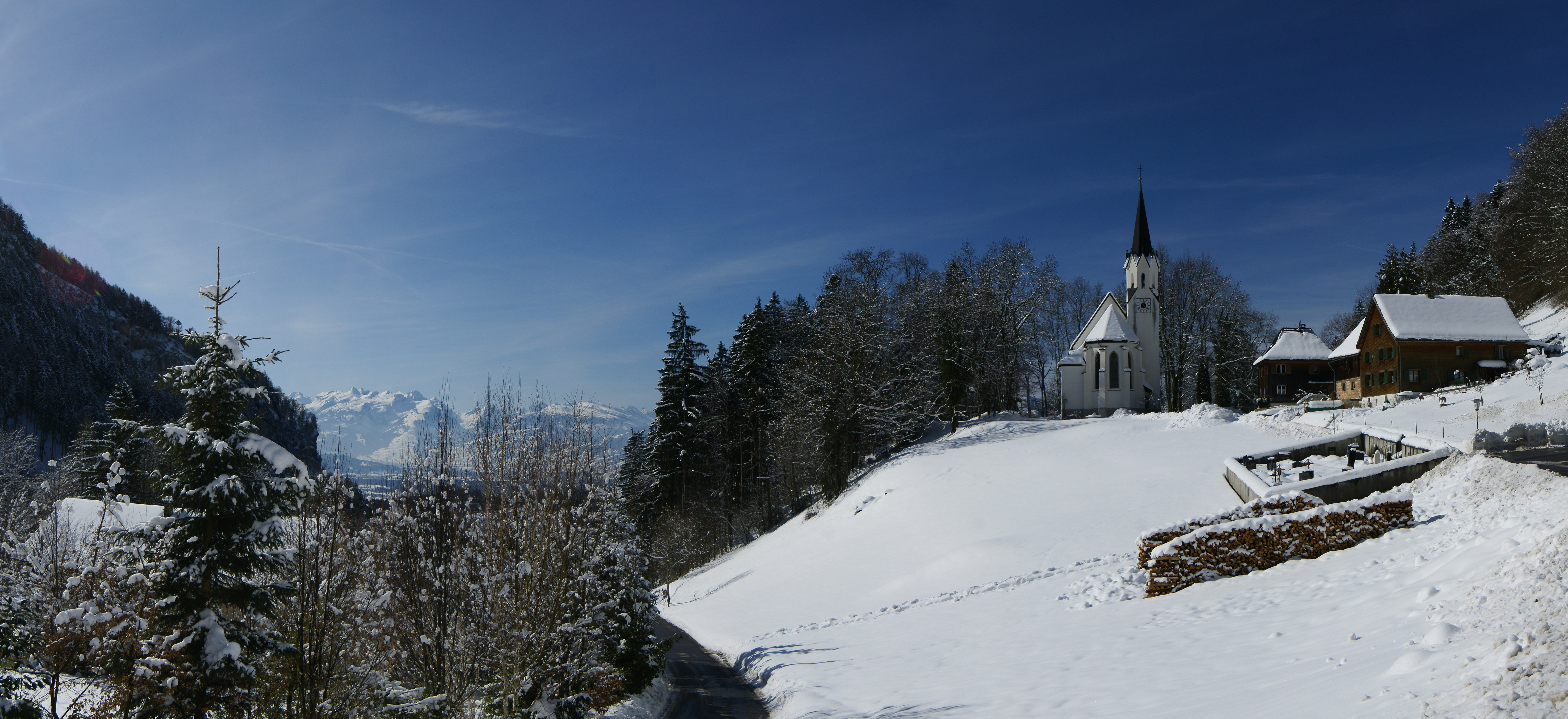
Kuratienkirche Meschach

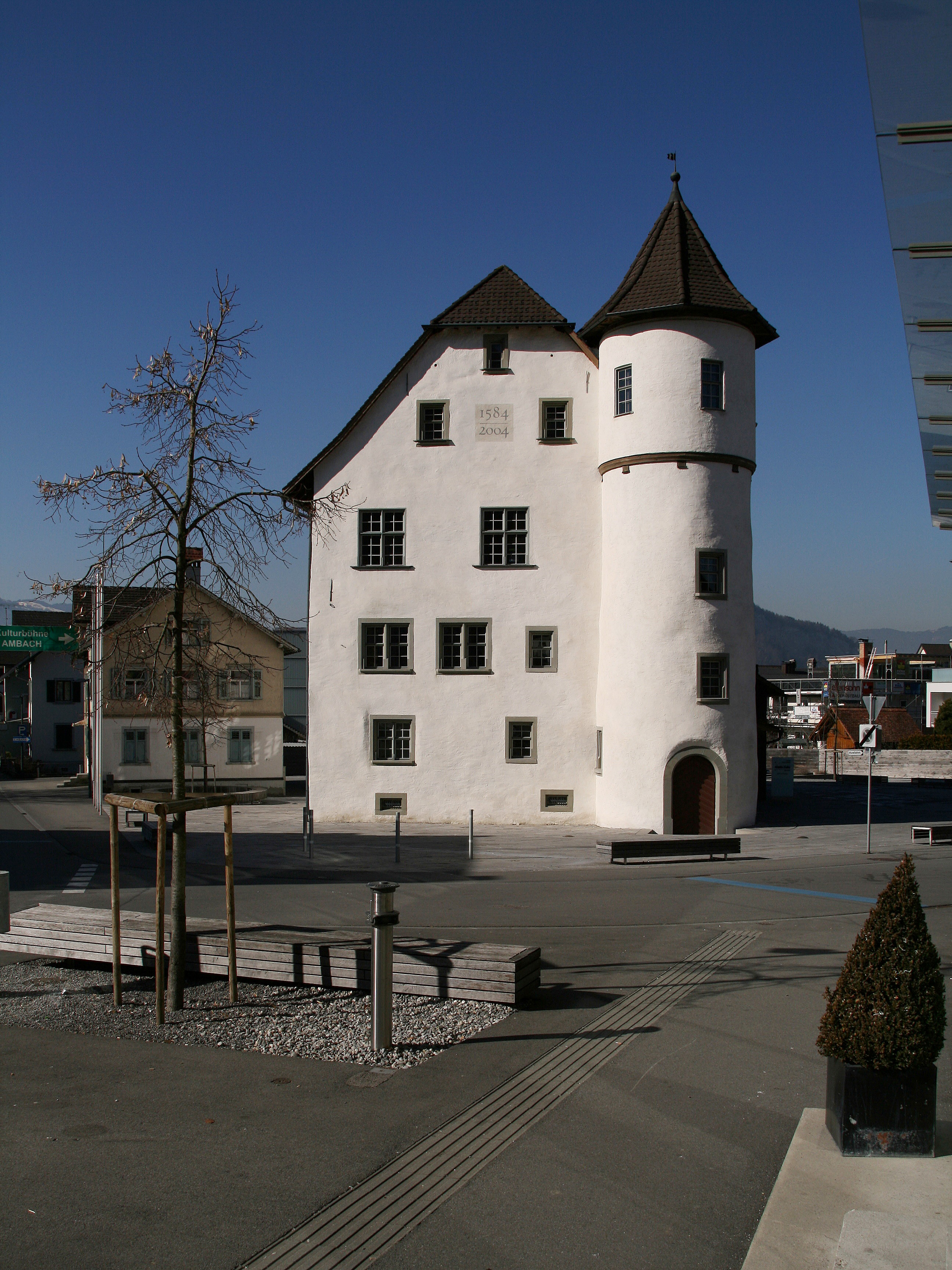
Jonas-Schlössle

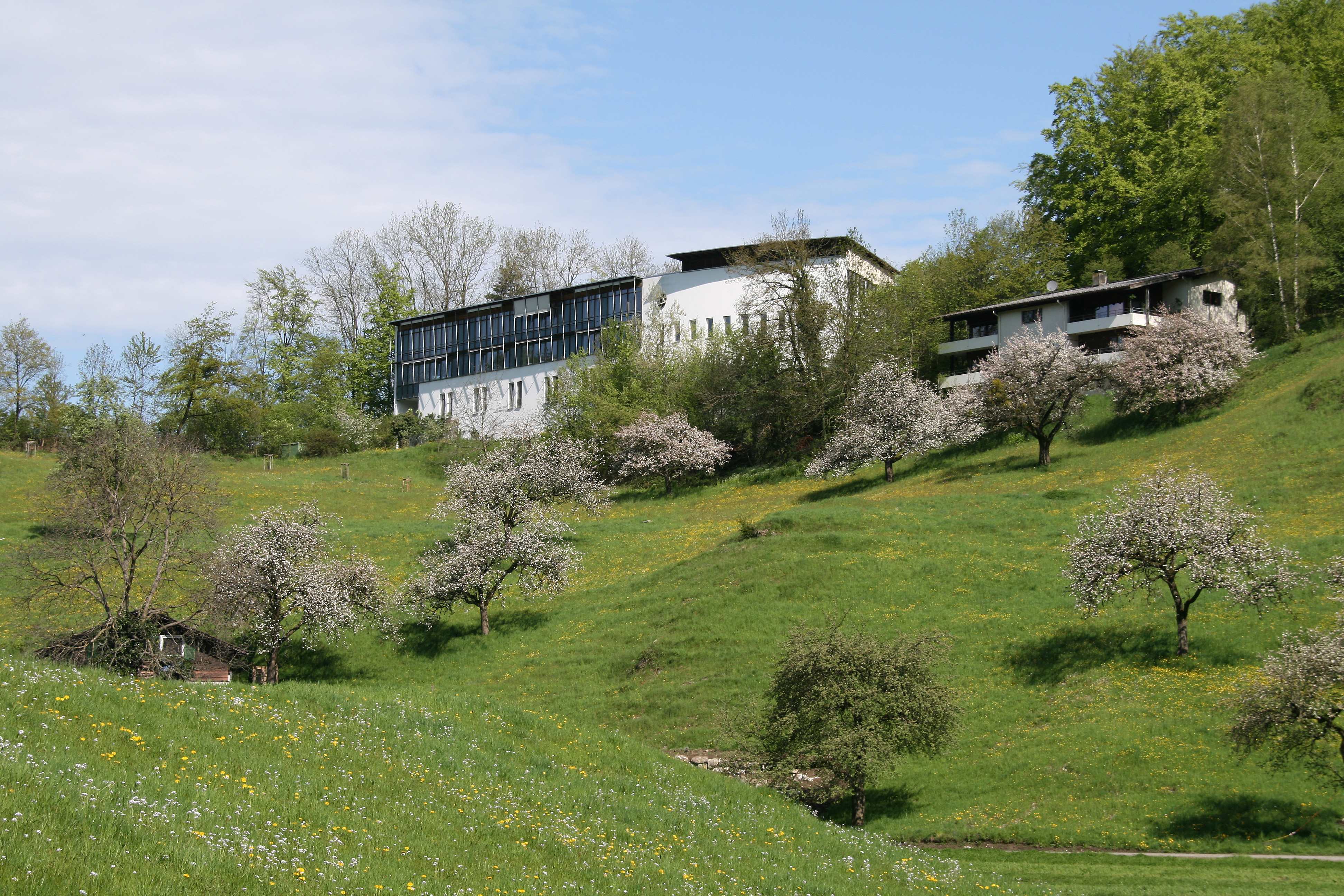
Bildungshaus St. Arbogast

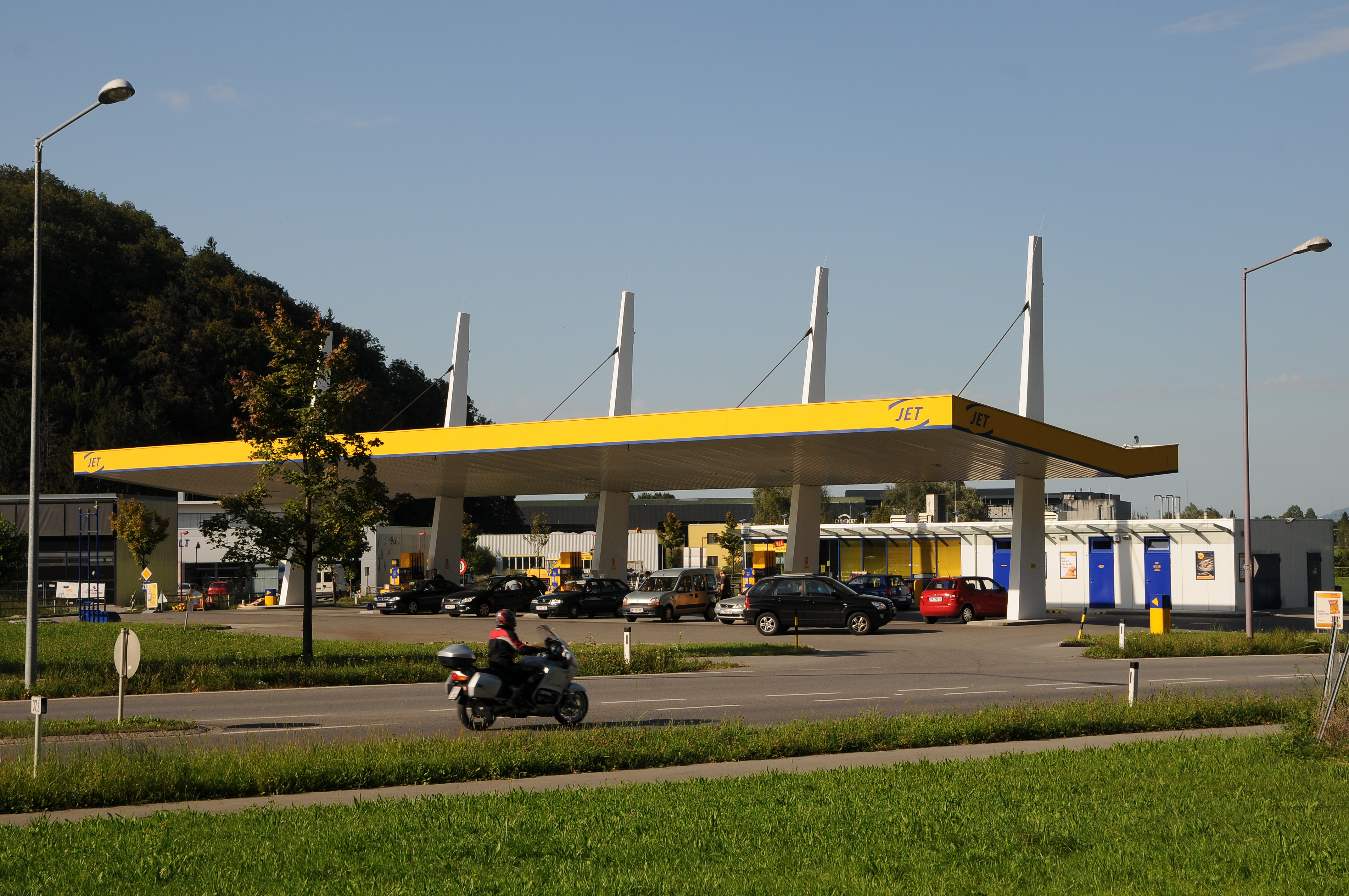
Tankstelle im Kobel

- Alte Pfarrkirche Götzis hl. Ulrich: 1340 erbaut
- Neue Pfarrkirche Götzis hl. Ulrich: 1865 erbaut
- Kuratienkirche Meschach hl. Wolfgang
- Filialkirche St. Arbogast: erstmals 1473 erwähnt
- Eligiuskapelle am Fuße der Burg Neu-Montfort
- Mariakapelle in Untergötznerberg
- Mariakapelle in Obergötznerberg
- Kapelle am Kobel hl. Maria Magdalena
- Burgruine Neu-Montfort: Das Wahrzeichen von Götzis wurde auf dem nordöstlichen Ausläufer des Therenberges über dem Dorf zwischen 1311 und 1319 erbaut. Die Burg wurde von 1405 bis 1408 während des Appenzellerkriegs vom Bund ob dem See besetzt und gehört damit zu den wenigen Burgen, die von den Appenzellern nicht zerstört wurden.[3] Die Burgruine gehört heute der Gemeinde Götzis – die Ringmauer wurde 1970 sowie in den Jahren 1974/1975 restauriert.[4]
- Sonderbergschlösschen: um 1561 vom Chorherren Friedrich Sandholzer erbaut
- Jonas-Schlössle: Das 1584 von Lienhart Jonas von Buch und Udelberg erbaute Schlösschen ist ehemaliger Adelssitz der Familie Jonas. Im Gebäude findet sich noch eine Holzkassettendecke aus dem 16. Jahrhundert. Das Gebäude wurde zwischen 2001 und 2004 aufwändig renoviert und restauriert und bietet seitdem Platz für Lesungen, Kammerkonzerte, Ausstellungen, Seminare, Tagungen und andere Veranstaltungen.
- Bildungshaus St. Arbogast
- Tankstelle im Kobel

### Regelmäßige Veranstaltungen
- Kulturbühne Am Bach: Im Jahr 2000 eröffnet, bietet sie für bis zu 600 Personen Platz und ist für Konzerte, Theater, Lesungen, Operetten, Vorträge, Versammlungen und vieles mehr geöffnet.

### Naturdenkmäler
- Witeleloch, auch Elisabethhöhle, direkt an einem Wanderweg von Meschach auf das Kapf.
- Die Örflaschlucht (Mundart: kurz Ürfla) ist Teil des Bregenzerwaldgebirges. Sie liegt gänzlich im Gemeindegebiet von Götzis. Die Schlucht kann in den Wintermonaten auf Grund von Steinschlaggefahr gesperrt sein.

## Wirtschaft und Infrastruktur
In Götzis gab es im Jahr 2004 rund 450 Betriebe mit ca. 3600 Beschäftigten.
Zu den größten und bekanntesten Firmen mit Stammsitz in Götzis zählen Loacker Recycling,  Sola Messwerkzeuge, Zech Fenster und Huber Tricot. Bedeutung hat auch der Vorarlberger Wirtschaftspark (VWP) sowie das Betriebsgebiet Hopbach.
Götzis verfügt über ein Biomasseheizwerk mit Abgasreinigung. Das Nahwärmenetz versorgt gemeindeeigene Objekte, Firmen und Wohngebäuden vom Industriegebiet bis in den Ortskern. Als Betreiber der Nahwärme Götzis GmbH sind neben der Gemeinde auch in Götzis ansässige Unternehmen als private Investoren beteiligt.
Seit 2007 entstand auf dem ehemaligen Areal der Firma Huber Tricot, die 1991 drei Viertel der Aktien des in Götzis ansässigen Unternehmens Hanro erworben hat, der neu geplante Ortskern der Marktgemeinde, bekannt als Am Garnmarkt mit rund 100 Unternehmen und circa 200 Wohnungen. (Stand 2018)

### Verkehr
- Straße: Götzis liegt direkt an der Rheintal/Walgau-Autobahn (A14).
- Bahn: Götzis verfügt über einen Bahnhof an der Bahnstrecke Lindau–Bludenz. Dort halten S-Bahnen der S-Bahn Vorarlberg sowie Regional-Express-Züge (REX), die jeweils im Halbstundentakt verkehren. Dadurch besteht ein dichter 15-Minuten-Takt mit abwechselnd verkehrenden S-Bahnen und REX-Zügen. Zudem halten in Götzis vereinzelt Fernverkehrszüge, darunter der Nightjet 447 nach Wien. Zusätzlich bestehen Direktverbindungen mit der Westbahn nach Wien sowie mit der Regionalbahn R5 nach St. Margrethen (CH).
- Bus: Darüber hinaus verkehren in und um Götzis mehrere Linien des Landbus Oberes Rheintal und des Landbus Unterland. Außerdem besitzt Götzis seit mehreren Jahren einen Ortsbus, welcher im Jahre 2008 zum Ortsbus amKumma ausgebaut wurde und seitdem mit sechs Linien die Gemeinden um den namensgebenden Kummenberg, Götzis, Altach und Mäder verbindet.
- Radnetz: Im Mai 2019 bestand Götzis den Bicycle Policy Audit (BYPAD) und erhielt damit eine positive Beurteilung der kommunalen Radverkehrspolitik.[7]

### Energie
Götzis gehört zu den 24 Gemeinden in Österreich (Stand März 2019), die die höchste Auszeichnung des e5-Energieprojekts erhalten haben. Dieses Programm für energieeffiziente Gemeinden soll die Umsetzung einer modernen Energie- und Klimapolitik auf Gemeindeebene fördern.

### Bildung
Götzis besitzt eine Musikmittelschule sowie die größte Mittelschule Vorarlbergs und mit dem BORG eine Allgemeinbildende Höhere Schule. Weiters gibt es die Kathi-Lampert-Schule am Garnmarkt. In Götzis gibt es zudem sieben Kindergärten, vier Volksschulen eine Volkshochschule und ein Sonderpädagogisches Zentrum.

### Sport
- Mehrkampf-Meeting Götzis: Der alljährliche Austragungsort des Mehrkampf-Meetings der besten Zehnkämpfer und Siebenkämpferinnen der Welt findet im Möslestadion statt. Das Mösle-Meeting zählt zu den bekanntesten Zehnkampf- bzw. Siebenkampf-Meetings der Saison. Hier wurde 2001 der damalige Weltrekord mit 9026 Punkten vom Tschechen Roman Šebrle aufgestellt.
- Ringen: Der KSV Götzis hat ca. 150 Vereinsmitglieder und ist somit einer der größten Vereine in Götzis. Nikola Hartmann, die erfolgreichste Ringerin des Vereins, errang fünf Welt- und Europatitel. Vereinsgründer waren August Fischer aus Wolfurt und Ulrich Scheyer aus Götzis.
- Rennrodeln: Der RC-Schwab zählt zu den erfolgreichen Renn-Rodel-Clubs Österreichs auf der Naturbahn. Diverse Europa- und Staatsmeister gingen aus diesem Club hervor.
- Volleyball: Bereits 1977 wurde der VC Götzis gegründet und ist somit einer der ältesten Volleyball-Vereine in Vorarlberg. Etwa 100 Mitglieder spielen in den verschiedensten Alters- und Leistungsgruppen Volleyball. Gespielt wird in der Halle, auf Rasen und im Sand. Zu den größten sportlichen Erfolgen zählt die Qualifikation für die 2. Bundesliga. In der Saison 2008/2009 wurde der Meistertitel in der Damen Landesliga 2 gewonnen.
- Mit dem Schwimmbad in der Riebe besitzt die Gemeinde ein öffentliches Freibad.
- Die Akrobatengruppe Zurcaroh nahm Ende Mai 2018 erfolgreich an der Show America’s Got Talent teil.[9][10]

## Politik

### Gemeindevertretung
In Vorarlberg wählen die Bürger alle fünf Jahre die Mitglieder der Gemeindevertretung durch Ankreuzen eines Listen-Wahlvorschlages bzw. durch Mehrheitswahl wenn kein Listenvorschlag vorliegt. Weiters den Bürgermeister durch Ankreuzen eines Wahlvorschlages.

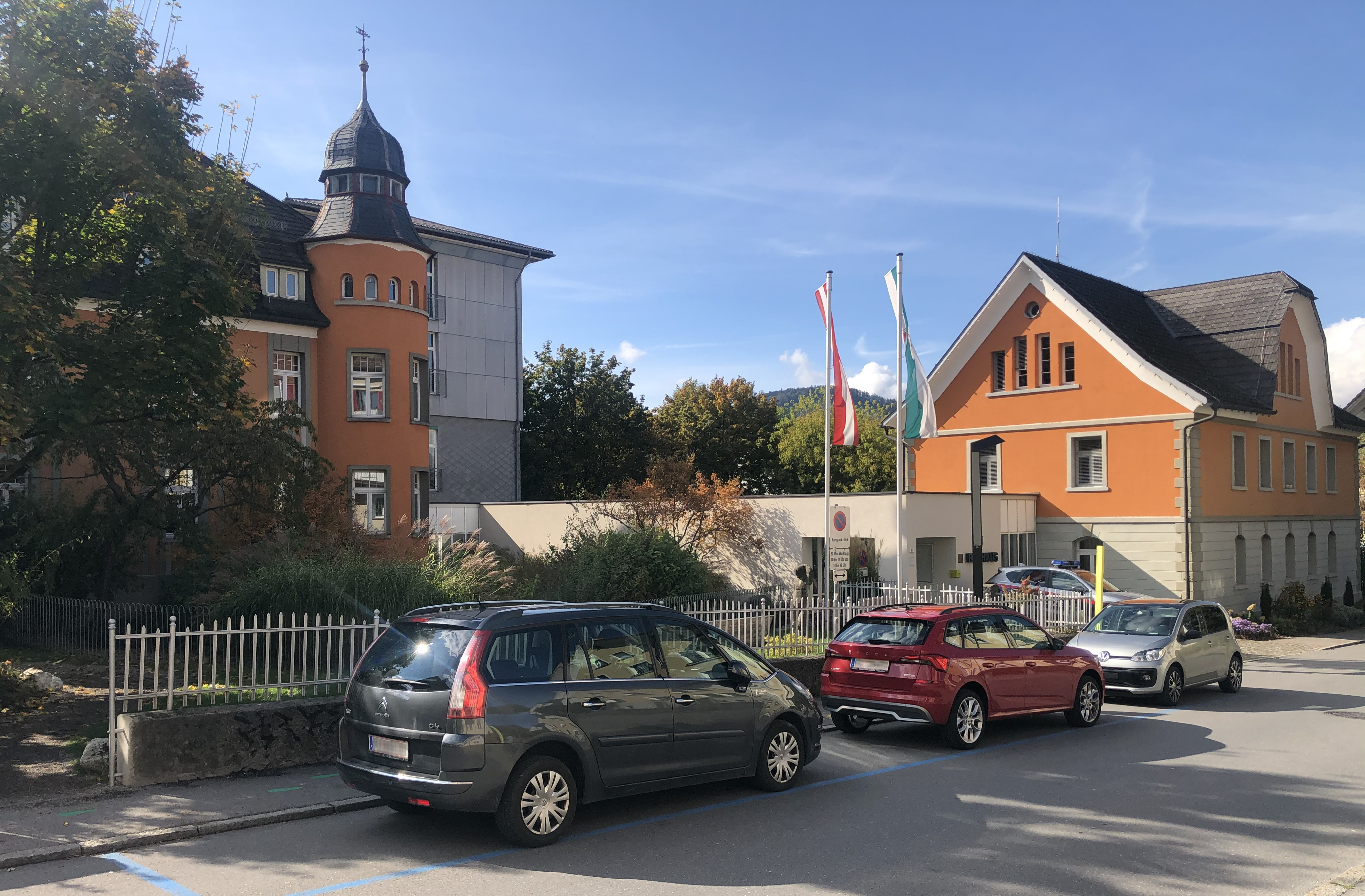
Rathaus Götzis

Die Gemeindevertretung wählt in der konstituierenden Sitzung aus ihrer Mitte – sofern keine Wahl durch die Bürger zustande kam – gemäß § 61 Gemeindegesetz einen Bürgermeister und dann einen mindestens dreiköpfigen Gemeindevorstand. Die Zahl dieser „Gemeinderäte“ darf aber gemäß § 55 den vierten Teil der Zahl der Gemeindevertreter nicht übersteigen.
Der Bürgermeister führt den Vorsitz bei den generell öffentlichen Sitzungen der Gemeindevertretung, in denen kommunale Belange besprochen und Beschlüsse gefasst werden. Beobachter haben kein Mitspracherecht und kein Stimmrecht. Die Gemeindevertretung kann nach Bedarf Ausschüsse bestellen. Sitzungen des Gemeindevorstandes und der Ausschüsse sind nicht öffentlich.

#### Sitzverteilung nach den Wahlen
- Gemeindevertretungswahlen 1985: ÖVP 16, SPÖ 8, GRÜNE 3, FPÖ 3.[13]
- Gemeindevertretungswahlen 1990: ÖVP 13, SPÖ 10, GRÜNE 4, FPÖ 3.[14]
- Gemeindevertretungswahlen 1995: ÖVP 14, SPÖ 9, GRÜNE 4, FPÖ 3.[15]
- Gemeindevertretungswahlen 2000: ÖVP 16, SPÖ 6, FPÖ 4, GRÜNE 4.[16]
- Gemeindevertretungswahlen 2005: ÖVP 17, SPÖ 7, GRÜNE 5, FPÖ 1.[17]
- Gemeindevertretungswahlen 2010: ÖVP 17, GRÜNE 6, SPÖ 5, FPÖ 2.[18]
- Gemeindevertretungswahlen 2015: ÖVP 15, GRÜNE 8, FPÖ 4, SPÖ 3.[19]
- Gemeindevertretungswahlen 2020: ÖVP 13, GRÜNE 7, Bürger-Bewegung 4, SPÖ 3, NEOS 2, FPÖ 1.[20]
- Gemeindevertretungswahlen 2025: ÖVP 13, BürgerBewegung 7, GRÜNE 6, SPÖ 3, NEOS 2, FPÖ 2.[21]

#### Gemeindevorstand April 2025
Der Gemeindevorstand besteht aus acht Personen: Vizebürgermeister Christoph Längle (Bürgerbewegung Götzis), Kevin Oberhauser (ÖVP), Thomas Ender (Grüne), Clemens Neuner (ÖVP), Christine Wiesenegger (ÖVP), Kornelia Ender (BBG), Markus Rottmar (Grüne) und Reinhard Rüf (SPÖ).

### Bürgermeister
- 1945–1946 Armin Rhomberg (ÖVP)[23]
- 1946–1958 Ivo Mayer[23]
- 1958–1970 Gallus Schmid (ÖVP)[23]
- 1970–1974 Friedrich Heinzle[23]
- 1974–1990 Kurt Küng[23]
- 1990–2014 Werner Huber (ÖVP)[23]
- 2014–2023 Christian Loacker (ÖVP)[24]
- Seit 2023 Manfred Böhmwalder[25][26]

## Persönlichkeiten

### Söhne und Töchter der Gemeinde
- Jakob Jonas (um 1500–1558), Philologe, Rechtswissenschaftler, Politiker und Diplomat
- Johannes Baur (1795–1865), Hotelier
- Mathias Jenny (1865–1939), Politiker und Landtagsabgeordneter
- Johann Josef Mittelberger (1879–1963), christlichsozialer Politiker und Finanzminister 1929
- Johann Georg Lampert (1882–1943), Landwirt, Holzhändler und Politiker
- Hans Nägele (1884–1973), Chefredakteur des Vorarlberger Tagblatts
- Hermann Mayer (1889–1959), Gastwirt, Kaufmann und Politiker
- Gallus Schmid (1902–1977), Stickereifabrikant und Politiker, Bürgermeister von Götzis, Abgeordneter zum Vorarlberger Landtag
- Armin Wechner (1910–1992), Richter und Mitglied des Verfassungsgerichtshofs
- Richard Kurt Fischer (1913–1999), Künstler
- Franz Ortner (1922–1988), Chefredakteur der Vorarlberger Nachrichten
- Rudolf Wäger (1941–2019), Architekt
- Michael Kopf (* 1948), Autorennfahrer
- Alfried Längle (* 1951), Arzt, Psychologe, Psychotherapeut
- Hubert Lampert (* 1953), Bildhauer und Konzeptkünstler
- Gabi Fleisch (* 1959), Kabarettistin, Schauspielerin und Kolumnistin
- Nikola Hartmann-Dünser (* 1975), Ringerin

### Personen mit Bezug zur Gemeinde
- Clemens Ender (* 1971), Vizebürgermeister von Götzis, Abgeordneter zum Vorarlberger Landtag
- Dieter Grabner (* 1972), Sportschütze
- Christoph Längle (* 1979), Erster Bundesrat aus Götzis[27], Gemeinderat, Gemeindevertreter
- Jürgen Loacker (* 1974), Bobfahrer
- Edwin Oberhauser (1926–2019), österreichischer Denkmalschützer
- Elmar Oberhauser (* 1947), ORF-Journalist
- Armin Rhomberg (1901–1985), Politiker und Bürgermeister von Götzis
- Christine Scheyer (* 1994), Skirennläuferin
- Robert Schneider (* 1961), Schriftsteller
- Karl-Heinz Ströhle (1957–2016), Künstler